# Сен-Мартен (Фрібур)
Сен-Мартен (фр. Saint-Martin) — громада  в Швейцарії в кантоні Фрібур, округ Вевез.

## Географія
Громада розташована на відстані близько 65 км на південний захід від Берна, 33 км на південний захід від Фрібура.
Сен-Мартен має площу 9,8 км², з яких на 5,6% дозволяється будівництво (житлове та будівництво доріг), 77,2% використовуються в сільськогосподарських цілях, 16,3% зайнято лісами, 0,9% не є продуктивними (річки, льодовики або гори).

## Демографія
2019 року в громаді мешкало 1028 осіб (+9,2% порівняно з 2010 роком), іноземців було 11,1%. Густота населення становила 105 осіб/км².
За віковим діапазоном населення розподілялося таким чином: 22,4% — особи молодші 20 років, 62,8% — особи у віці 20—64 років, 14,8% — особи у віці 65 років та старші. Було 381 помешкань (у середньому 2,7 особи в помешканні).
Із загальної кількості 216 працюючих 77 було зайнятих в первинному секторі, 62 — в обробній промисловості, 77 — в галузі послуг.